# Gymnastikball

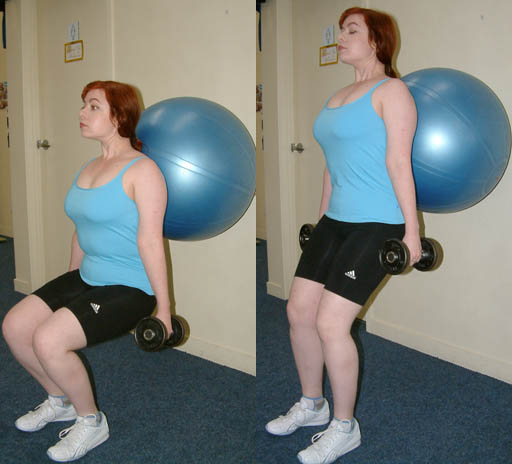
Übung mit einem Gymnastikball

Ein Gymnastikball ist ein großer Ball aus meist farbigem, hochelastischem Kunststoffmaterial, mit dem man gymnastische Übungen durchführen kann.

## Anwendungen
Der Ball bietet Möglichkeiten für Gymnastikübungen, insbesondere Rückenschule, zur Stärkung der Muskulatur von Rücken, Bauch und Po.
Eine zweite Nutzungsmöglichkeit bietet er im Büro oder zuhause als zeitweiliger Ersatz für den Bürostuhl am Schreibtisch. Der Gymnastikball ist dabei sehr rückenschonend, da man die ganze Zeit über, während man auf ihm sitzt, seine Position leicht verändert. Dennoch sollte man nicht den ganzen Tag, sondern lediglich mit Unterbrechungen etwa 30 bis 90 Minuten auf ihm verbringen. Wegen seiner gesundheitsfördernden Eigenschaften, besonders für die Wirbelsäule, wird er von Ärzten und von Krankenkassen empfohlen. Arbeitsschützer raten allerdings von der Nutzung als Bürostuhl ab, da aufgrund der fehlenden Rückenlehne und Stabilität erhebliche Unfallgefahr besteht.
In der Geburtshilfe ist dieser Ball ein anerkanntes Hilfsmittel für Geburten. Die Entbindende kann mit gespreizten Beinen auf dem Ball sitzen, um die Geburtswege zu öffnen und die Schwerkraft zu nutzen, während sie der Partner von hinten hält und unterstützt.
Bereits in der Geburtsvorbereitung werden häufig Gymnastikbälle eingesetzt. Weil im Rahmen einer Schwangerschaft der Beckenboden mehr beansprucht wird, gelten Übungen auf einem Gymnastikball allgemein als sinnvoll.
Eine weiterhin sehr beliebte Anwendungsmöglichkeit, vor allem im Schulsport, ist das Spiel Pezzifußball, auch Elefantenball genannt.

## Pezziball
Der „PEZZI“-Gymnastikball, kurz Pezziball, ist der bekannteste Vertreter des Gymnastikballs. Die Bezeichnung ist eine Wortmarke der italienischen Firma Ledragomma, die seit den späten 1960er Jahren Gymnastikbälle herstellt.

## Technische Eigenschaften
Ein durchschnittlicher Gymnastikball – welcher von der Belastbarkeit auch zum Sitzen geeignet ist (d. h. ein Sitzball) – hat üblicherweise einen Durchmesser zwischen 45 cm und 75 cm und ist sehr fest aufgepumpt. Gymnastikbälle, welche zum Sitzen gedacht sind, können darüber hinaus über Stützen zur Stabilisierung des Balles verfügen.
Die optimale Größe des Balles ist abhängig von der Körpergröße des Benutzers. Er sollte in etwa so hoch sein wie der Stuhl, auf dem man sonst sitzt. Zudem können die Werte in der untenstehenden Tabelle als Richtwerte herangezogen werden. Dennoch sollte man immer Probesitzen bzw. -turnen, um ein Gefühl für die tatsächlich benötigte Größe zu bekommen. Eine falsche Größe kann bei dem Benutzer zu diversen Komplikationen führen. Dazu gehören unter anderem Rückenschmerzen und eine auf Dauer unbequeme und ungesunde Sitzhaltung.
| Körperhöhe | Armlänge  | ⌀     |
| ---------- | --------- | ----- |
| 140 cm     | 45–055 cm | 45 cm |
| bis 155 cm | 56–065 cm | 55 cm |
| bis 175 cm | 66–080 cm | 65 cm |
| bis 185 cm | 81–090 cm | 75 cm |
| ab 190 cm  | 91–100 cm | 85 cm |

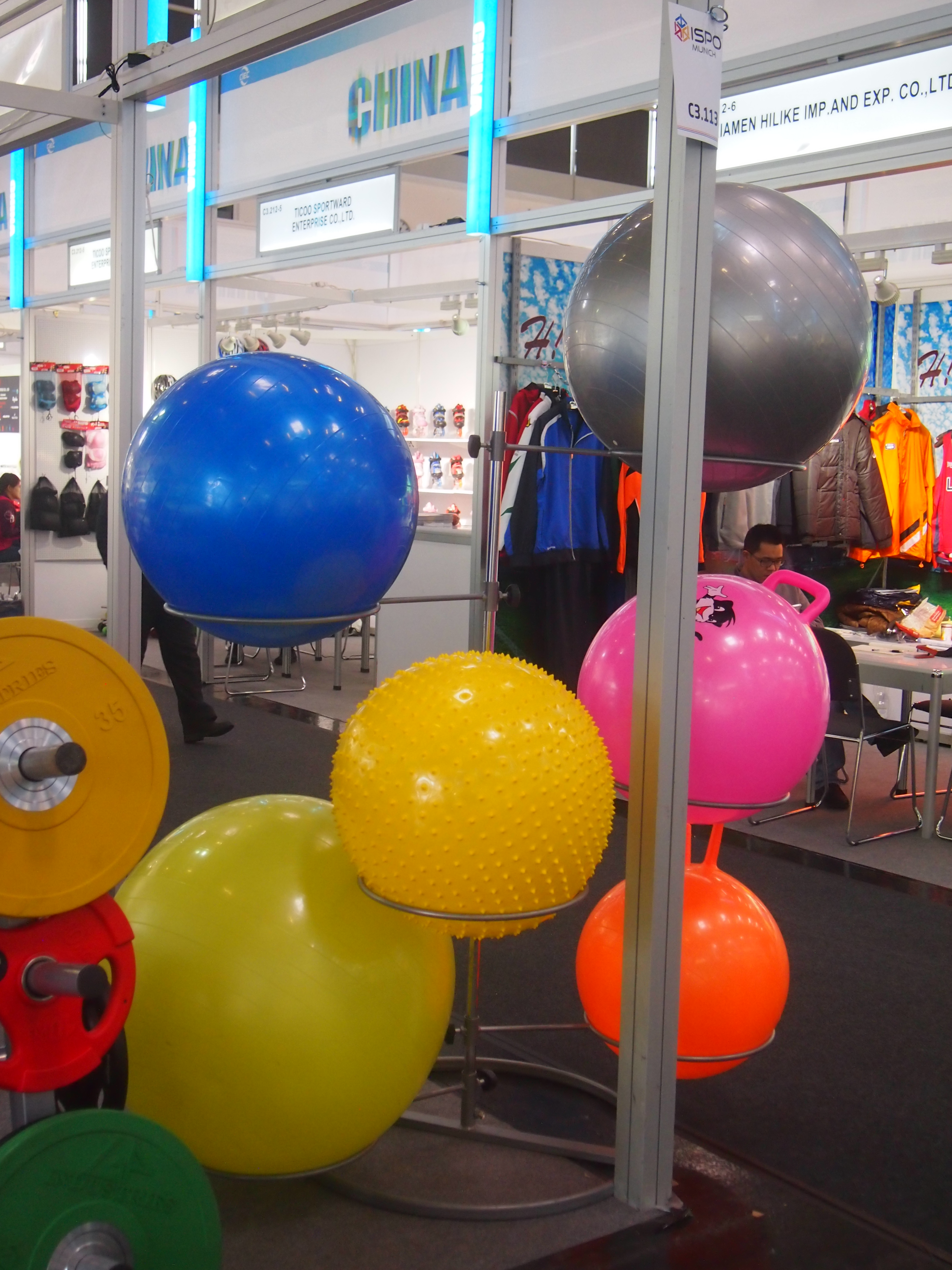
Bälle in verschiedenen Größen, darunter auch einige Hüpfbälle mit „Hörnern“

Wenn der Gymnastikball eher als Sitzball benutzt werden soll, geht man zur Größenorientierung von der Länge des Unterschenkels aus.
| Unterschenkellänge | Ballgröße |
| ------------------ | --------- |
| 35–37 cm           | 45 cm     |
| 38–47 cm           | 55 cm     |
| 48–57 cm           | 65 cm     |
| 58–67 cm           | 75 cm     |
| 68–77 cm           | 85 cm     |

## Platzsicherheit
Gymnastikbälle, die zum Sitzen gedacht sind, werden häufig nach ihrer maximalen Gewichtsbelastbarkeit und nach ihrer Platzsicherheit unterschieden.
Unter Platzsicherheit versteht man das Verhalten der Außenhaut bei einer Beschädigung z. B. durch scharfkantige Objekte wie Glassplitter, Splitt oder scharfkantiges Metall. Wird die Außenhaut eines Gymnastikballs, der nicht platzsicher ist, beschädigt, kann schlagartig ein längerer Riss entstehen und das gesamte Luftvolumen entweicht sofort.
Die Außenhaut eines platzsicheren Gymnastikballs verhindert selbst bei einer Beschädigung ein weiteres Aufreißen. Dies wird durch eine dickere Außenhaut (0,5 mm bis 3 mm) und eine spezielle Materialmischung erzielt. Somit entweicht die Luft nur langsam und ermöglicht dem Benutzer, rechtzeitig vom Ball abzusteigen. Die Platzsicherheit ist allerdings nur bis zu einer bestimmten Gewichtsbelastung gegeben. In der Regel liegt diese zwischen 70 kg bis 100 kg. Da es keine genormten Vorschriften zur Ermittlung und Prüfung der Belastbarkeit gibt, geben manche Hersteller nur eine statische Belastbarkeit an (der Benutzer sitzt bewegungslos und der Ball wird somit nur durch das Gewicht der Person belastet). Seltener erfolgt die Angabe der dynamischen Belastbarkeit (der Benutzer bewegt sich auf dem Ball), was jedoch der tatsächlichen Nutzung entspricht.
Platzsichere Bälle werden von den Herstellern meist als burst resistant, burst proof oder anti-burst bezeichnet. Durch die fehlende Testnorm ist es in der Vergangenheit zu Unfällen mit Bällen gekommen, die als burst resistent bezeichnet wurden und dennoch geplatzt sind.

## Unfallvermeidung
Zur Vermeidung von Unfällen durch einen Sturz kann der Ball bei Gymnastikübungen mit weniger Luft befüllt werden. Dadurch liegt der Ball stabiler auf dem Boden. Eine weitere Möglichkeit, welche der Stabilisierung dient, ist die Ballschale, eine Ballstütze aus Kunststoff. Diese Maßnahmen sind auch auf den Sitzball anwendbar.